# Teamster

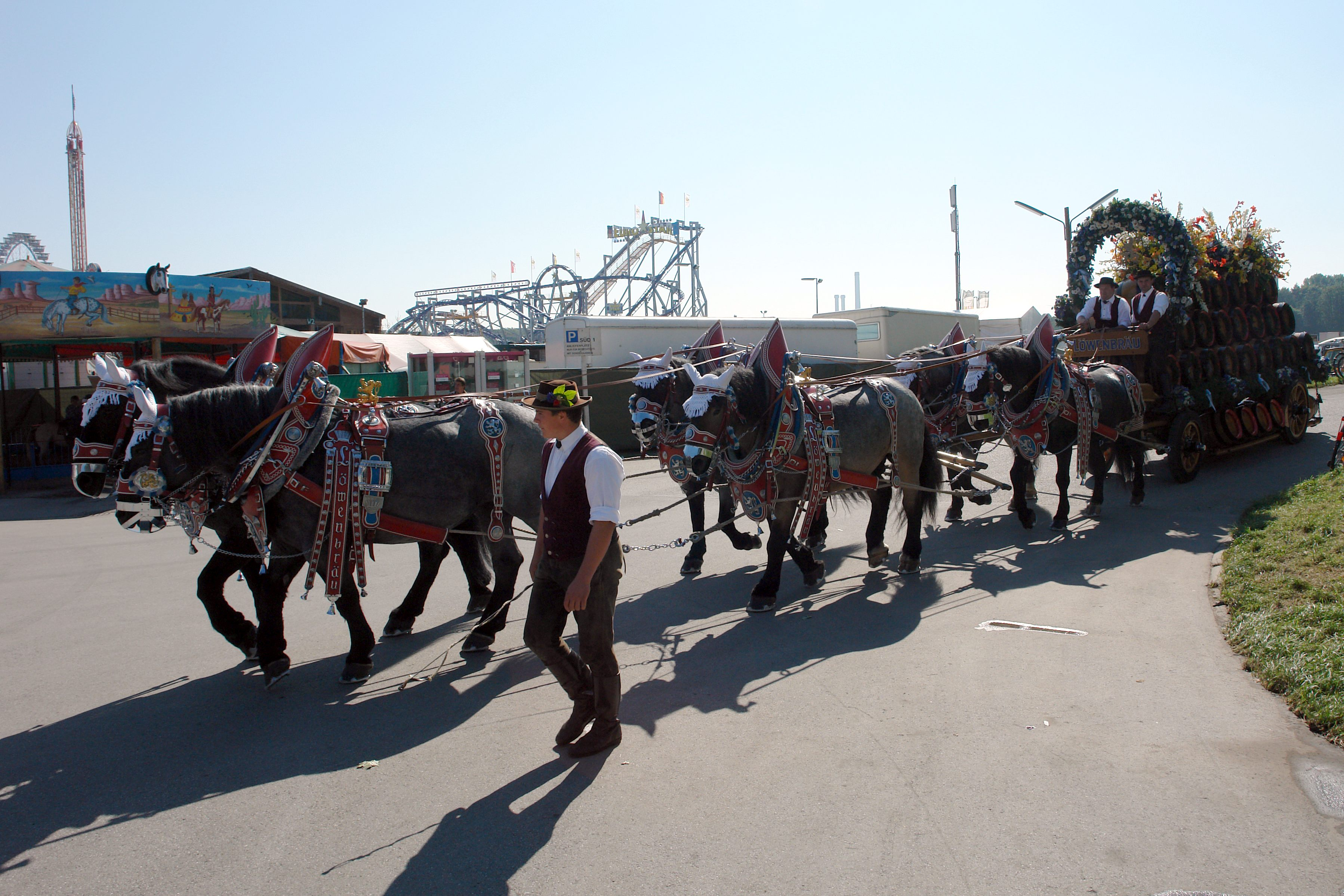
Un teamster conduciendo a seis caballos y un carro-cervecero, en la feria Oktoberfest, en Múnich, Alemania.

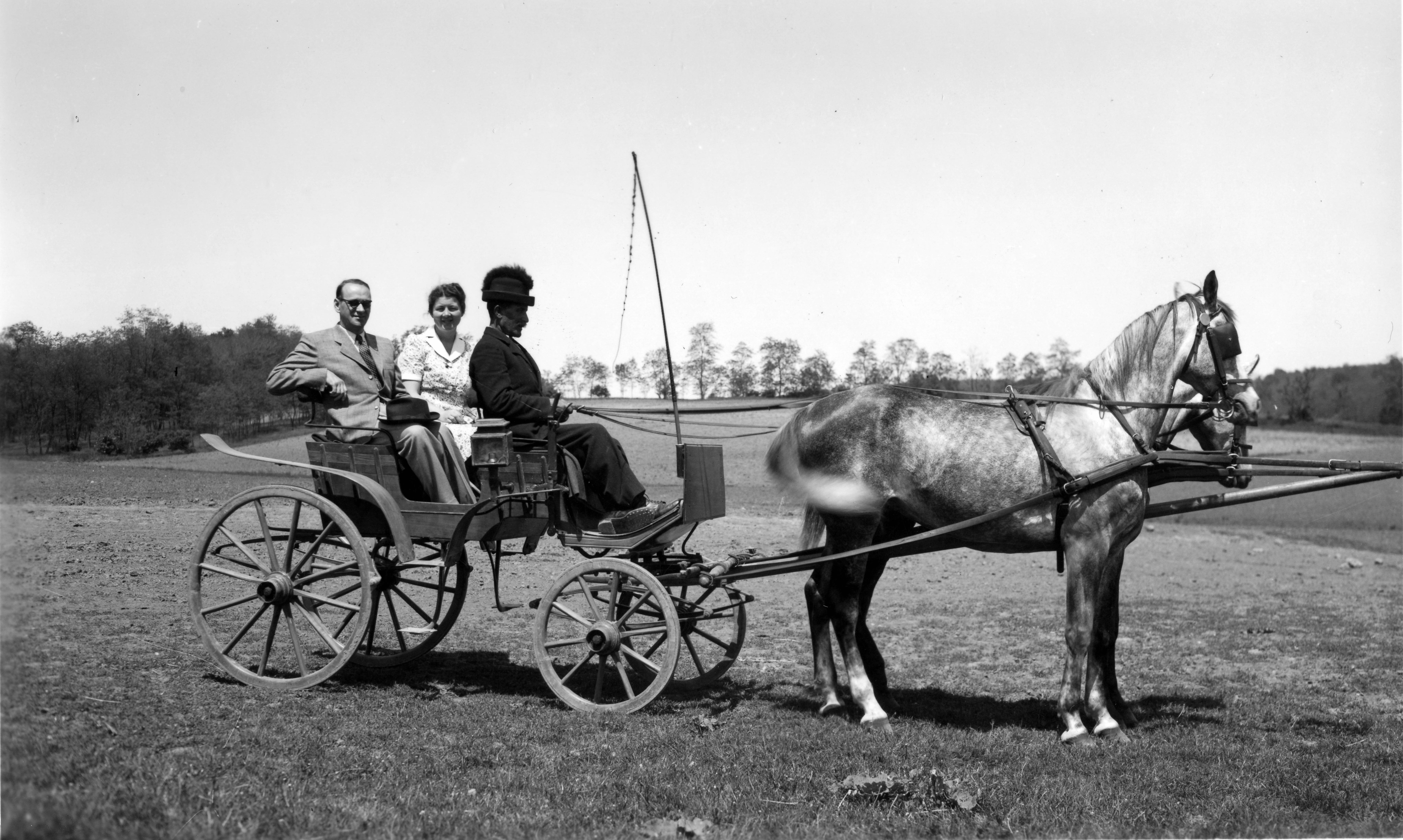
Recuerdo de un paseo en familia, 1943.

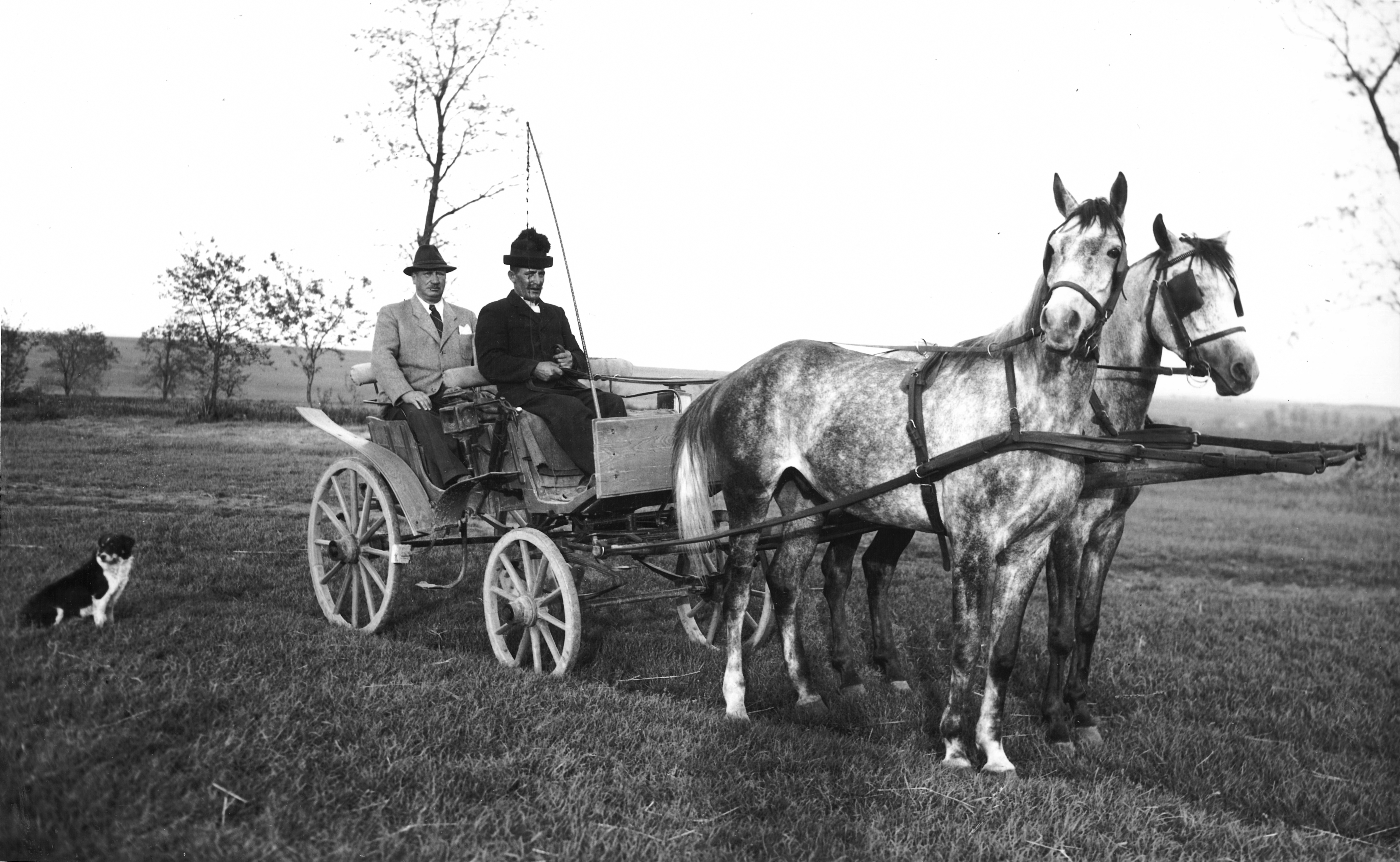
Recuerdo de un paseo en carro, 1943.

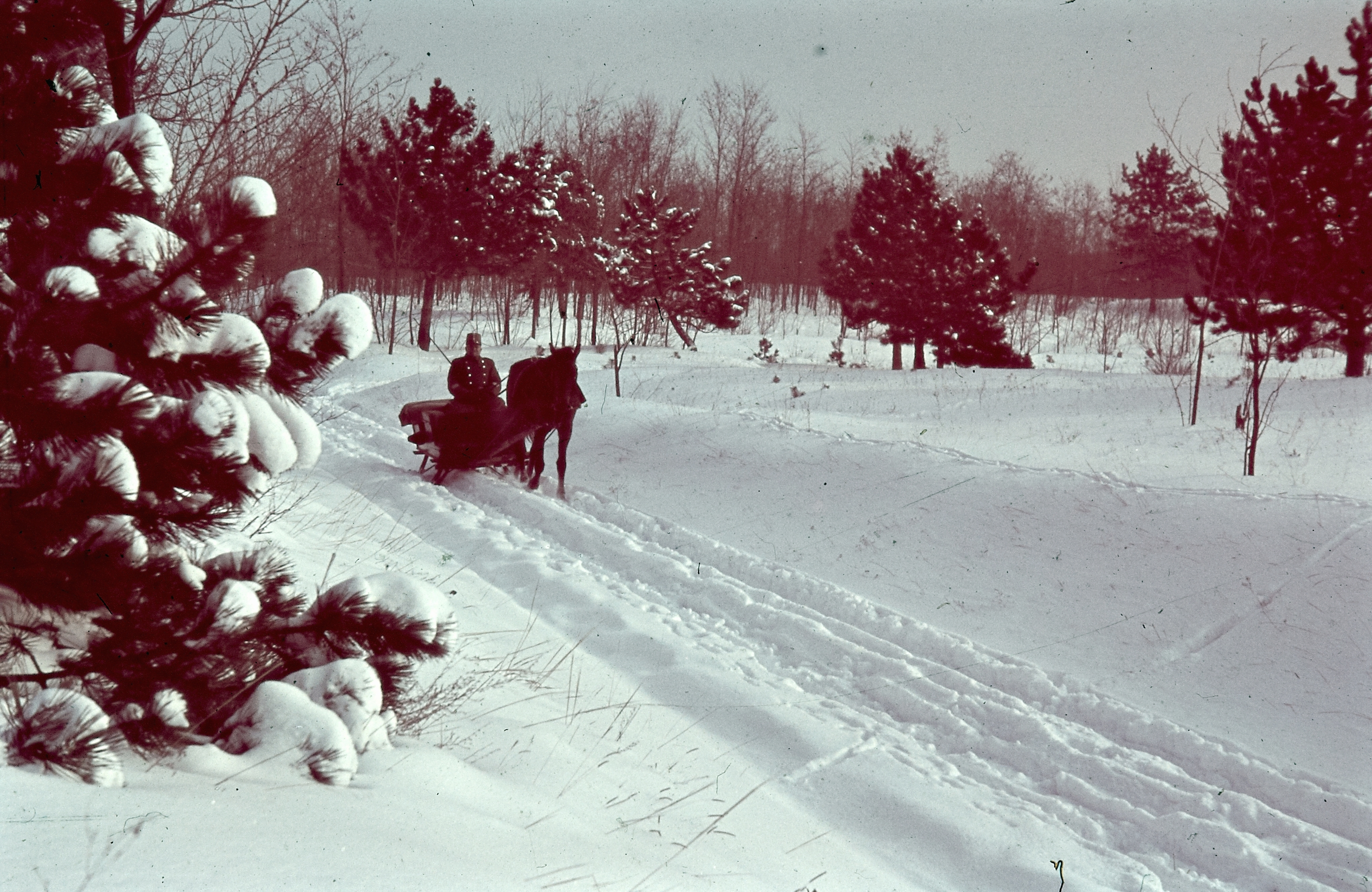
Dando un paseo en invierno, 1940.

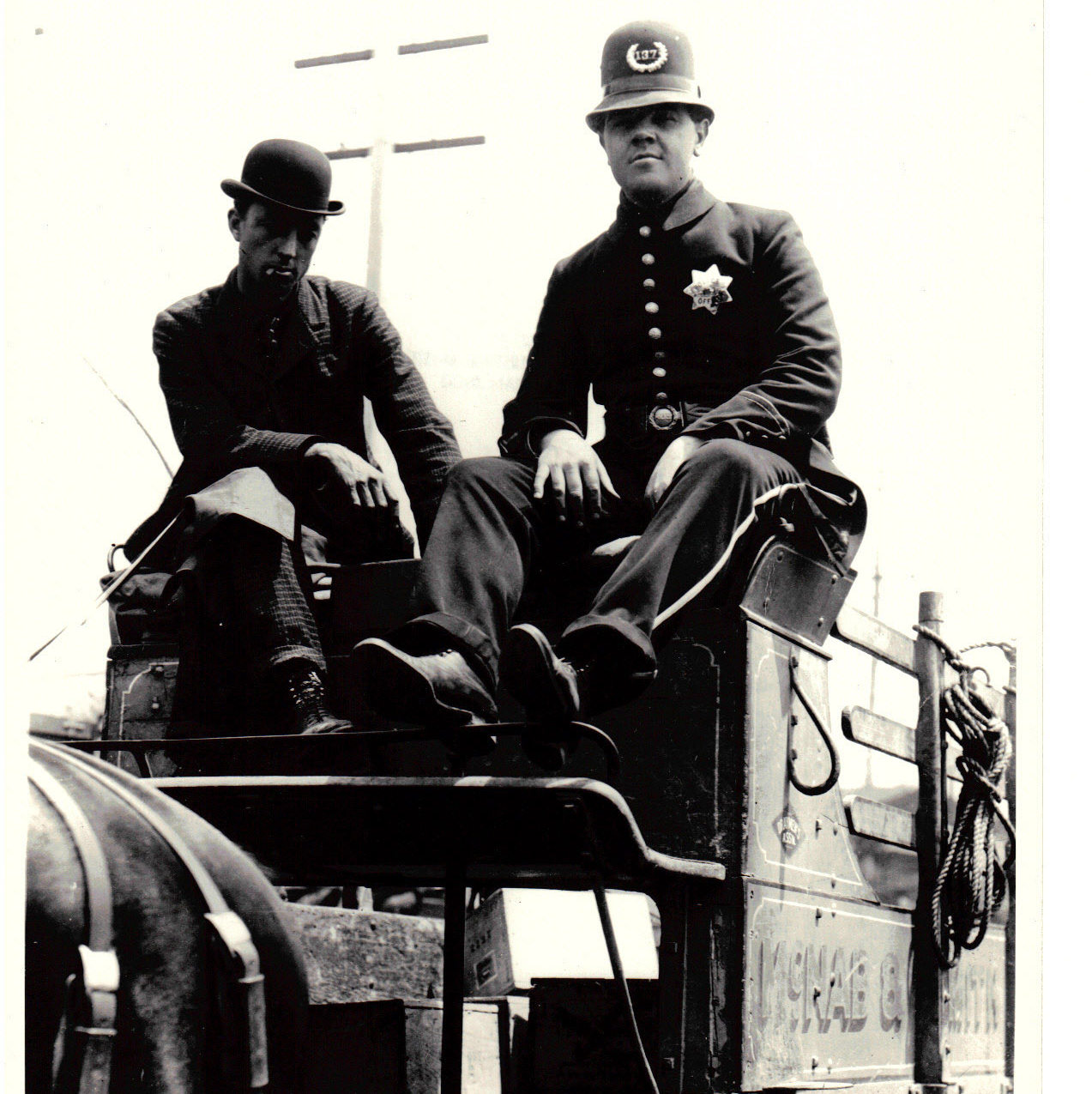
Un policía de San Francisco escolta a un equipo de rompehuelgas durante el conflicto obrero de 1901. En el costado del carro se encuentra el nombre de la compañía, McNab & Smith.

Teamster, en inglés estadounidense moderno, señala a un camionero o miembro de la Hermandad internacional de camioneros (International Brotherhood of Teamsters, sindicato de Estados Unidos y de Canadá).
Originalmente, el término "teamster" se refería a una persona que conducía un equipo orientado al trabajo animal, generalmente un carromato o plataforma con ruedas, tirado por bueyes, caballos o mulos. Este vocablo fue de uso bastante común durante la intervención estadounidense en México (Guerra México-Americana, 1846-1848), así como durante las llamadas Guerras Indias (siglo XIX y principios de siglo XX) en lo que entonces se llamaba "Viejo Oeste" o "Frontera Oeste".
Además, en varios contextos y aún hoy día, un teamster también hace referencia a un carro como elemento de trabajo, especialmente a un carro tirado por bueyes (por lo general utilizando un animal o dos).
Otro nombre en inglés australiano para esta ocupación es "bullwhacker", el que está relacionado con la conducción de bueyes. Un teamster también podría referirse al cuidador y conductor de animales de carga o de ganado, en cuyo caso dicha persona también es conocido como arriero.
Por su parte, desde la Guerra de Independencia de Estados Unidos hasta al menos la Primera Guerra Mundial, el Ejército de Estados Unidos enroló también a personal responsable del transporte de suministros por tren o por otros medios, tanto de animales de carga como de ganado, para la alimentación de quienes en alguna medida participaban en los combates.